# Université FC de Ngaoundéré
Université FC de Ngaoundéré is een Kameroense voetbalclub uit Ngaoundéré. De club promoveerde in 2006 naar de hoogste klasse en werd in het eerste seizoen tiende op 18 clubs.
Aigle Royal Menoua ·
APEJES Academy ·
Bamboutos FC ·
Canon Yaoundé ·
Cotonsport Garoua · 
CS Dja et Lobo · 
Dragon Yaoundé · 
Eding Sport · 
Feutcheu FC ·
Les Astres FC ·
Lion Blessé ·
New Star Douala ·
Racing FC Bafoussam ·
Stade Renard de Melong · 
Union Douala ·
Unisport Bafang ·
UMS de Loum ·
Young Sport Academy Bamenda